# Chinniam palayam
Chinniam palayam es una ciudad censal situada en el distrito de Coimbatore en el estado de Tamil Nadu (India). Su población es de 8232 habitantes (2011). Se encuentra a 45 km de Coimbatore.

## Demografía
Según el censo de 2011 la población de Chinniam palayam era de 8232 habitantes, de los cuales 4192 eran hombres y 4040 eran mujeres. Chinniam palayam tiene una tasa media de alfabetización del 87,54%, superior a la media estatal del 80,09%: la alfabetización masculina es del 92,33%, y la alfabetización femenina del 82,53%.